# アルフレッド・ベイツ
アルフレッド・ベイツ（Alfred Hilborn Bates、1905年4月24日 – 1999年6月9日）は、アメリカ合衆国の陸上競技選手である。彼は、1928年に開催されたアムステルダムオリンピックの走幅跳で銅メダルを獲得した。

## 経歴
走幅跳を得意としたベイツは、IC4A（en:IC4A）主催の室内選手権と屋外選手権に1927年と1928年の2年連続で優勝した実績がある。そのうち1928年の屋外選手権で出した記録7メートル58センチは、生涯最高の記録となった。AAU選手権でも、1930年と1931年に優勝している。
アムステルダムオリンピックの走幅跳競技には、23の国から41人の選手が出場して1928年7月31日に実施された。選手たちは4つの組に分けられ、決勝進出を目指して競い合った。ベイツは予選で7メートル40センチを跳んで出場41選手中3位の成績となり、決勝に勝ち残った。決勝は同日に行われ、予選の上位6選手がメダル獲得を目指した。ベイツは予選より記録を伸ばせなかったものの、同じアメリカ代表のエドワード・ハム、ハイチ代表のシルヴィオ・カトールに続いて3位の成績となって銅メダル獲得を果たした。